# Acompsomyces stenichni
Acompsomyces stenichni (Scheloske) I.I. Tav. – gatunek grzybów z rzędu owadorostowców (Laboulbeniaceae). 

## Systematyka i nazewnictwo
Pozycja w klasyfikacji według Index Fungorum: Acompsomyces, Laboulbeniaceae, Laboulbeniales, Laboulbeniomycetidae, Laboulbeniomycetes, Pezizomycotina, Ascomycota, Fungi.
Gatunek ten po raz pierwszy opisał w 1969 r. H.-W. Scheloske nadając mu nazwę Stigmatomyces stenichni. Obecną, uznaną przez Index Fungorum nazwę nadał mu I.I. Tav w 1985 r.

## Charakterystyka
Grzyb mikroskopijny, pasożyt owadów. W Polsce jego występowanie podał Tomasz Majewski na chrząszczu Stenichnus collaris.